# Синдром на дефицит на вниманието и хиперактивност
Синдромът на дефицит на вниманието и хиперактивност (СДВХ) или Хиперкинетичното разстройство с нарушение на вниманието (ХРНВ) (на английски: attention deficit hyperactivity disorder, съкратено ADHD) е разстройство на неврологичното развитие, което се характеризира с екзекутивна дисфункция, водеща до симптоми като невнимание, хиперактивност, импулсивност и емоционална дисрегулация. Тези симптоми са прекомерни и повсеместни, неподходящи за възрастта и затрудняват функционирането в множество контексти.
Симптомите на СДВХ произтичат от екзекутивната дисфункция, като често емоционалната дисрегулация се разглежда като основен симптом. Екзекутивните способности обобщават контролните умствени процеси, стоящи в основата на физическия, когнитивен и емоционален самоконтрол, и най-общо се изразяват в „способността да се поддържа адекватно равнище за решаване на проблемите за постигане на бъдеща цел“.
СДВХ се свързва с други неврологични и психични разстройства, както и с някои непсихични разстройства, които могат да причинят допълнителна вреда, особено в съвременното общество. Въпреки че хората със СДВХ  се затрудняват да задържат вниманието си върху задачи с отложени награди или последствия, те често демонстрират изключително интензивен и продължителен фокус върху дейности, които наистина намират за интересни или удовлетворяващи: феномен, известен като „хиперфокус“.
Точните причини за СДВХ в повечето случаи остават неизвестни. Метаанализи показват, че разстройството е предимно генетично с процент на наследственост от 70-80%, при което рисковите фактори са силно акумулативни. Рисковете от обръжаващата среда не са свързани със социални или семейни фактори; те проявяват своите ефекти много рано в живота, в пренаталния или в ранния следродилен период.
Най-често факторите на обкръжаващата среда оказват влияние през ранния пренатален период. В някои случаи СДВХ може да бъде провокиран от конкретно събитие, като травматично мозъчно увреждане, излагане на биологични опасности по време на бременност, значителна генетична мутация или сериозни лишения в ранното детство. По-късно в живота няма специфичен биологичен вариант на СДВХ, който да започва в зряла възраст, освен ако не е вследствие на травматично мозъчно увреждане.
Синдромът засяга около 5-7% от децата, когато се диагностицира по критериите на ДСН-IV (1994), и 1–2% по критериите на МКБ-10 (1994). Процентите са сходни между различните държави, като вариациите се дължат основно на диагностичните методи.. СДВХ се диагностицира приблизително два пъти по-често при момчетата, отколкото при момичетата, и 1,6 пъти по-често при мъжете, отколкото при момичетата, въпреки че той се пренебрегва при момичетата или се диагностицира в по-късна възраст, тъй като техните симптоми понякога се различават от диагностичните критерии.
Около 30–50% от хората, диагностицирани със СДВХ в детството, продължават да имат СДВХ и в зряла възраст.  За 2,58% от възрастните се смята, че страдат от СДВХ с начало в детството. При възрастните хиперактивността често се заменя с вътрешна ажитация и те често развиват механизми за справяне, за да компенсират ограниченията си. Състоянието може да бъде трудно различимо от други състояния или от високите нива на активност в рамките на нормалното поведение. 
СДВХ оказва сериозно отрицателно въздействие върху качеството на живот, свързано със здравето, като това често се утежнява от други психиатрични състояния, като тревожност и депресия.
Препоръките за лечение на СДВХ са разнообразни и обикновено включват комбинация от медикаменти, психотерапия и промени в начина на живот. Британските насоки като първоначален подход акцентират на промените в обкръжаващата среда и на обучението на пациентите и грижещите се за тях относно СДВХ. При продължаващи симптоми би могло да се препоръча обучение на родители, медикаменти или психотерапия (особено когнитивна поведенческа терапия) в зависимост от възрастта. Канадските и американските насоки предлагат комбинирано използване на лекарства и поведенческа терапия, с изключение на случаите с деца в предучилищна възраст, при които приоритетното лечение е поведенческата терапия. Медикаментите са най-ефективното фармацевтично лечение, въпреки че могат да имат странични ефекти, а постигнатите подобрения обикновено изчезват при прекратяване на медикаментозната терапия.
От 70-те години на 20-ти век СДВХ, включително неговата диагноза и лечение, е предмет на множество противоречия, ангажиращи лекари, учители, политици, родители и медии. Основните дискусии са съсредоточени върху причините за СДВХ и употребата на стимулиращи медикаменти за неговото лечение. Днес СДВХ е утвърдена клинична диагноза при деца и възрастни, а научният дебат се фокусира главно върху усъвършенстването на диагностицирането и подходите за лечение.
От 1980 до 1987 г. СДВХ е официално известен като разстройство с дефицит на вниманието (на англ. ADD), а преди 80-те години на XX век – като хиперкинетична реакция на детството. Симптоми, които наподобяват тези на СДВХ, са описвани в медицинската литература още през XVIII век.
СДВХ е класифицирано като заболяване на развитието (англ. developmental disorder), поведенческо отклонение (англ. behavior disorder) и неврологична патология. Като заболяване на развитието СДВХ се характеризира със забавено развитие на самоконтрола. Това забавяне има и физиологично проявление – изследвания с ЯМР показват забавено развитие на фронталната мозъчната кора, като една от последните области, като средата на префронталната кора, която е една от последните области, достигащи зрялост, изостава с пет години при хората със СДВХ в сравнение с останалите. Това забавяне се счита за причина за симптоматиката на СДВХ.

## Признаци и симптоми
Невниманието, хиперактивността (ажитация при възрастни), разрушителното поведение и импулсивността са често срещани при СДВХ. Обучителните трудности са широко разпространени, както и проблемите с взаимоотношенията. Признаците и симптомите на СДВХ могат да бъдат трудни за дефиниране, тъй като границата между нормалните нива на невнимание, хиперактивност и импулсивност и патологичните нива, изискващи интервенция, често е размита.
Според петото издание на „Диагностичния и статистически наръчник за психичните разстройства“ (ДСН-5) и неговата редакция от 2022 г. (ДСН-5-TР) симптомите трябва да присъстват в продължение на шест или повече месеца в степен, значително по-голяма от обичайното за съответната възраст.  За диагностика се изисква наличието на поне шест симптома на невнимание или хиперактивност/импулсивност при индивидите под 17 години и най-малко пет симптома за тези над 17 години. Симптомите трябва да се проявяват в най-малко две среди (например социална, училищна, работна или домашна) и трябва пряко да пречат или да влошават  качеството на функциониране. Освен това, няколко от симптомите трябва да са били налице преди навършване на 12-годишна възраст.

### Проявления
СДВХ е разделен основно на три подвида:
- Предимно с невнимание (ADHD-I)
- Предимно с хиперактивност/импулсивност (ADHD-HI)
- Смесен (ADHD-C)

Таблицата „Симптоми" изброява симптомите за ADHD-I и ADHD-HI според две основни класификационни системи. Симптоми, които могат да бъдат по-добре обяснени с друго психиатрично или медицинско състояние, което дадено лице има, не се считат за симптом на СДВХ за това лице. В ДСН-5 подтиповете са отхвърлени и прекласифицирани като проявления на разстройството, които се променят с времето.
| Вид                                    | Симптоми по ДСН-5 и ДСН-5-ТР | Симптоми по МКБ-11 |
| -------------------------------------- | --- | --- |
| Предимно с невнимание                  | Шест или повече симптома при деца и пет или повече при възрастни. Изключение правят случаите, при които тези симптоми се обясняват по-добре с друго психиатрично или медицинско състояние: - Често пренебрегване на детайли и допускане на грешки поради невнимание; - Често затруднение при запазване на фокуса върху една задача или игрова дейност; - Често изглежда, че не слуша, когато му се говори, дори и без видимо разсейване; - Често неизпълнение на указанията докрай, невъзможност за изпълнение на задачите; - Чести затруднения в организирането на задачите и дейностите, спазването на крайни срокове и поддържането на реда; - Честа неохота към задачи, изискващи постоянно внимание; - Честа загуба на вещи, необходими за изпълнение на задачи и дейности; - Лесно разсейване от външни стимули, включително от мисли при възрастни и юноши; - Често забравяне на ежедневните задачи или разсеяност при изпълнението им.                               | Множество симптоми на невнимание могат значително да повлияят негативно върху професионалното, академичното или социалното функциониране. Те обаче може да липсват, когато човек е ангажиран със силно стимулиращи или възнаграждаващи задачи. Обикновено симптомите попадат в следните категории: - Затруднения за задържане на вниманието върху задачи, които не са силно стимулиращи/възнаграждаващи или такива, изискващи постоянни усилия; чест пропуск на детайлите и чести грешки от невнимание в училищните или професионални дейности; задачите често остават незавършени, преди да бъдат успешно приключени; - Лесна разсеяност (включително от собствените си мисли); може да не слуша, когато му се говори; често изглежда потънал в мисли; - Честа загуба на вещи; разсеяност и неорганизираност в ежедневните задачи. Индивидът може да проявява симптоми, отговарящи на критериите за хиперактивност-импулсивност, но симптомите на невнимание са водещи и доминират над останалите. |
| Предимно с хиперактивност-импулсивност | Шест или повече симптома при деца и пет или повече при възрастни, освен ако тези симптоми могат да бъдат по-добре обяснени от друго психиатрично или медицинско състояние: - Често въртене или извиване на тялото седнали; - Чести затруднения за оставане в неподвижност по време на вечеря, часове в клас или срещи; - Често тичане наоколо или катерене в неподходящи ситуации; при възрастни и подрастващи това може да се изразява като чувство на безпокойство; - Честа невъзможност за спокойно участие в развлекателни дейности или игри; - Често изглежда, че е „в движение“ или изглежда неловко, когато не е в движение; - Често прекомерно говорене; - Често отговаряне на въпрос, преди да е приключил, или довършване на изреченията на другите; - Чести затруднения за изчакване на ред, включително чакане на опашки - Чести прекъсване или намеса, включително в разговорите или дейностите на другите, или използване на вещите на другите без позволение. | Множество симптоми на хиперактивност/импулсивност, които пряко оказват негативно влияние върху професионалното, академичното или социалното функциониране. Обикновено те са най-очевидни в среди със структура или които изискват самоконтрол. Обичайно симптомите спадат към следните категории: - Прекомерна двигателна активност; затруднения за седене неподвижно, често напускане на мястото; предпочитание към тичане; при по-малките деца: въртене при опитите да седят неподвижно; при юноши и възрастни: усещане за физическо безпокойство или дискомфорт, когато се налага да бъдат тихи и неподвижни; - Прекомерно говорене; затруднение за спокойно участие в дейности; - Изстрелване на отговори или коментари; затруднение за изчакване на реда в разговор, игри или дейности; прекъсване или намеса в разговори или в игри; - Липса на предварително обмисляне или оценка на последствията при вземане на решения или предприемане на действия; вместо това склонност към незабавно действие (напр. физически опасно поведение, включително безразсъдно шофиране; импулсивни решения). Индивидът може също да отговаря на критериите за невнимание, но хиперактивно-импулсивните симптоми са преобладаващи. |
| Смесен                                 | Отговаря на критериите за двете горепосочени форми на СДВХ. | Критериите са изпълнени за двете горепосочени форми на СДВХ, като нито една от тях не преобладава ясно. |

Момичетата и жените със СДВХ обикновено проявяват по-малко симптоми на хиперактивност и импулсивност, но по-често страдат от невнимание и разсеяност.
Симптомите имат тенденция да се проявяват по различен и по-незабележим начин с напредването на възрастта.:с. 6 Хиперактивността, например, постепенно намалява и се трансформира във вътрешно безпокойство, затруднения с релаксацията или оставането неподвижно, прекомерна приказливост или постоянна умствена активност при подрастващите и възрастните със СДВХ. :с. 6–7 Импулсивността в зряла възраст може да се изразява в необмислено поведение, липса на търпение, безотговорно харчене или поведение, търсещо сензации. Невниманието може да изглежда като лесно отегчаване, затруднения с организацията, фокусирането върху задачи, вземането на решения или свръхчувствителност към стрес. :с. 6
Емоционалната дисрегулация или лабилността на настроението, макар и да не са официално определени като симптоми, често се считат за типични проявления на СДВХ. :с. 6 Хората със СДВХ от всички възрасти са по-склонни да срещат трудности със социалните умения, като например социално взаимодействие, създаване и поддържане на приятелства. Тези предизвикателства са присъщи на всички форми на СДВХ. Приблизително половината от децата и юношите със СДВХ изпитват социално отхвърляне от връстниците си в сравнение с 10–15% от децата и юношите без СДВХ. Хората с дефицит на вниманието са предразположени към трудности при обработването на вербалния и невербалния език, което може да повлияе негативно на социалното взаимодействие. Индивидите със СДВХ също така могат да се „изгубват“ в мислите си по време на разговори, да пропускат социални знаци и да имат затруднения с усвояването на социални умения.
Трудностите при овладяване на гнева са по-често срещани при деца със СДВХ, както и забавянето на речта, езика и двигателното развитие. По-лошият почерк е по-често срещан при деца със СДВХ. Той в много ситуации може сам по себе си да бъде симптом на СДВХ поради намаленото внимание, а в случаи на по-широко разпространение би могъл да се дължи и на дислексия или на дисграфия. СДВХ, дислексията и дисграфията имат значително припокриване в симптоматиката, като 3 от 10 души с дислексия също така имат съпътстващ СДВХ. Въпреки значителните трудности, причинени от СДВХ, много деца с този синдром показват обхват на внимание, равен или дори по-голям от този на техните връстници, когато става въпрос за задачи и теми, които ги интересуват.

### Съпътстващи заболявания

#### Психиатрични заболявания
При децата СДВХ често е придружен от други разстройства в около две трети от случаите. Други състояния на неврологичното развитие са сред най-честите съпътстващи заболявания. Разстройството от аутистичния спектър (РАС) например се проявява при 21% от хората със СДВХ и засяга социалните умения, общуването, поведението и интересите. Възможно е СДВХ и РАС да бъдат диагностицирани едновременно при един и същи индивид. Освен това, около 20–30% от децата със СДВХ изпитват обучителни трудности, включително нарушения на развитието на речта и езика и академичните умения. Въпреки че СДВХ не се счита за умствено увреждане, той много често води до обучителни трудности. Интелектуалната недостатъчност и синдромът на Турет също са често срещани.
СДВХ често е коморбиден с разстройството на разрушителното поведение, с разтройството с нарушение на контрола на импулсите и с поведенческите разстройства. Опозиционното предизвикателно разстройство (ОПР) се среща при около 25% от децата със СДВХ с преобладаващо невнимание и при 50% от тези със смесен тип СДВХ. Характеризира се с гневно или раздразнително настроение, спорно или предизвикателно поведение и отмъстителност, неподходящи за възрастта. Поведенческото разстройство (ПР) засяга около 25% от юношите със СДВХ и включва агресия, унищожаване на имущество, измама, кражба и нарушения на правилата. Юношите със СДВХ и ПР са по-склонни да развият диссоциално разстройство на личността в зряла възраст. Образното изследване на мозъка потвърждава, че ПР и СДВХ са отделни състояния, при което е доказано, че ПР намалява размера на темпоралния лоб и лимбичната система и увеличава размера на орбито-фронталната кора, докато СДВХ намалява връзките в малкия мозък и префронталната кора в по-голяма степен. ПР е свързано с по-големи нарушения в мотивационния контрол, отколкото СДВХ. Освен това, интермитентното експлозивно разстройство, характеризиращо се с внезапни и прекомерни изблици на гняв, е по-често срещано при хора със СДВХ, отколкото в общата популация.
Тревожността и разстройствата на настроението са чести съпътстващи заболявания при СДВХ. Установено е, че хора със СДВХ по-често развиват тревожни разстройства, както и разстройствата на настроението (особено биполярно разстройство и голямо депресивно разстройство). Момчетата, диагностицирани със смесен тип СДВХ, са по-предразположени към разстройство на настроението. При възрастните и децата със СДВХ биполярното разстройство също може да се среща, което изисква изключително внимателна оценка за правилно диагностициране и съчетано лечение на двете състояния.
Разстройствата на съня и СДВХ често съществуват заедно. Те могат да се появят и като страничен ефект от медикаментите, използвани за лечение на СДВХ. Безсънието е най-често срещаното нарушение на съня при деца със СДВХ, като поведенческата терапия е предпочитан метод на лечение. Сред често срещаните проблеми са трудностите със заспиването, макар че засегнатите често спят дълбоко и изпитват затруднения със ставането сутрин. Понякога мелатонинът се използва като помощно средство за деца с безсъние при заспиване. Синдромът на неспокойните крака също е по-често срещан при хора със СДВХ, често свързан с желязодефицитна анемия. Въпреки това синдромът на неспокойните крака би могъл просто да е част от СДВХ и е нужна внимателна оценка, за да се направи разлика между двете разстройства. Освен това Синдромът на забавената фаза на съня също е често съпътстващо състояние при хората със СДВХ.
Има други психиатрични състояния, които често се проявяват със СДВХ, като разстройствата, свързани с употребата на вещества. Хората със СДВХ са изложени на по-висок риск от злоупотреба с вещества,:с. 9 особено алкохол или марихуана. :с. 9 Този риск може да се дължи на променения механизъм на възнаграждение в мозъка, стремеж към самолечение или повишени психосоциални рискови фактори.:с. 9 Тези съпътстващи състояния усложняват диагностиката и лечението на СДВХ, като по-сериозните проблеми със злоупотребата с вещества често изискват приоритетно лечение.
Сред другите психиатрични състояния са реактивното разстройство на привързаността, което се характеризира със значителна неспособност за адекватни социални отношения, и Синдромът на когнитивното дистанциране, който включва група симптоми, потенциално включващи друго разстройство на вниманието, също е често срещан, като се проявява в 30–50% от случаите на СДВХ.
Хората със СДВХ имат три пъти по-голяма вероятност да развият хранително разстройство в сравнение с останалите. Обратно, индивидите с хранителни разстройства имат два пъти по-голяма вероятност да страдат от СДВХ, отколкото тези без хранителни разстройства.

#### Травма
Психологическата травма и неблагоприятните преживявания в детството често съпътстват СДВХ, което може отчасти да се обясни с приликата в проявленията на различните диагнози. Симптомите на СДВХ и посттравматичното стресово разстройство могат да се припокриват значително поведенчески – по-специално двигателното безпокойство, затруднената концентрация, разсеяността, раздразнителността/гневът, емоционалната дисрегулация, лошият контрол на импулсите и разсеяността са често срещани и при двете. Това припокриване може да доведе до неправилно диагностициране на разстройства, свързани с травма, като СДВХ, и обратно.
Освен това травматичните събития в детството представляват рисков фактор за СДВХ, като могат да причинят структурни изменения в мозъка и развитие на СДВХ симптоматика. Накрая, поведенческите последици от симптомите на СДВХ увеличават вероятността индивидът да преживее травма, което от своя страна може да доведе до диагноза на разстройство, свързано с травма.

#### Непсихиатрични заболявания
Някои непсихични разстройства също често се проявяват заедно със СДВХ. Сред тях е епилепсията – неврологично състояние, характеризиращо се с повтарящи се пристъпи. Установени са също добре изразени връзки между СДВХ и състояния като затлъстяване, астма и нарушения на съня, както и определена връзка с цьолиакията. Децата със СДВХ имат по-висок риск от мигренозно главоболие, но нямат повишен риск от тензионно главоболие. Освен това главоболията могат да бъдат свързани и с прием на медикаменти.
Преглед от 2021 г. разкрива, че няколко неврометаболитни разстройства, причинени от вродени метаболитни аномалии, се преплитат чрез общи неврохимични механизми. Тези механизми нарушават биологичните механизми, считани за основополагащи в патофизиологията и лечението на СДВХ. Това подчертава необходимостта от тясно сътрудничество между здравните служби, с цел да се избегнат грешки при диагностицирането и лечението.

### Риск от самоубийство
Систематичните прегледи от 2017 г. и 2020 г. предоставят убедителни доказателства, че СДВХ е свързан с по-висок риск от самоубийство във всички възрастови групи, както и нарастващи доказателства, че диагнозата „СДВХ“ в детството или юношеството представлява значителен бъдещ фактор за суицидно поведение. Потенциалните причини за това включват връзката на СДВХ с функционалните увреждания, отрицателните социални, образователни и професионални резултати, и финансовите затруднения.
Метаанализ от 2019 г. установява значима връзка между СДВХ и поведението от суицидния спектър (суицидни опити, идеи, планове и извършени самоубийства); разпространението на суицидните опити е 18,9% при хора с ХРНВ, в сравнение с 9,3% при тези без разстройството, а констатациите са значително възпроизведени сред проучвания, които отчитат други променливи. 
Все пак, връзката между СДВХ и суицидния спектър не е напълно изяснена, поради противоречивите резултати от различни изследвания и влиянието на съпътстващи психиатрични разстройства. Засега няма категорични данни дали съществува пряка връзка между СДВХ и самоубийствата или дали повишеният риск произтича от свързани съпътстващи заболявания.

### Покриване на тестовете за коефициент на интелигентност
Някои проучвания показват, че хората със СДВХ често получават по-ниски резултати при тестовете за коефициент на интелигентност (IQ). Значението на тези резултати остава обект на дебат, тъй като е трудно да се установи дали по-ниските резултати отразяват интелектуален капацитет или просто са резултат от симптоми като разсеяност. Някои проучвания изключват индивиди с по-нисък IQ, което може да доведе до надценяване на по-високите резултати, но средно хората със СДВХ получават девет точки по-ниски резултати на стандартни тестове за интелигентност.
От друга страна, други проучвания твърдят, че при хора с висок интелект често се пропуска диагнозата СДВХ, вероятно поради уменията им за компенсация. Проучвания на възрастни със СДВХ сочат, че различията в интелектуалните резултати не са значими и може да се обяснят със съпътстващи здравословни състояния.
Проучванията на възрастни показват, че установените отрицателни разлики в интелигентността при хора със СДВХ обикновено не са значими. Тези различия често могат да се обяснят със съпътстващи здравословни проблеми, а не с интелектуалния капацитет на индивидите.

## Причини
Като цяло се смята, че СДВХ произтича от неврологична дисфункция, която засяга процесите, свързани с производството или използването на допамин и норадреналин в различни мозъчни структури. Въпреки това точните твърдения за синдрома не са напълно потвърдени. Би могъл да включва взаимодействия между генетика и обкръжаваща среда.
Много изследователи акцентират върху неоптималното функциониране на невронните пътища и невропсихологичните процеси. Техните теории често съчетават класическата невропсихология и класическата и съвременна когнитивна наука, като емоциите, мотивацията и познанието все повече се свързват с предполагаемата невронна обусловеност на съответните механизми. Според съвременните невропсихологични теории нарушението на екзекутивните способности се разглежда като определящо за синдрома.

### Генетични
СДВХ се характеризира с висока наследственост от 74%, което значи, че генетичните фактори са отговорни за 74% от случаите в популацията. СДВХ е полигенетичен, тоест възниква чрез комбинация от множество генни варианти, всеки от които леко увеличава вероятността от развитието му. Братята и сестрите на деца със СДВХ са три до четири пъти по-склонни да развият това разстройство в сравнение с тези на деца без СДВХ.
Възбудимостта е свързана с допаминергичното функциониране, а СДВХ се характеризира с понижено допаминергично функциониране. Обикновено участват редица гени, много от които пряко влияят на допаминовата нревротрансмисия. Свързаните с допамин гени включват DAT, DRD4, DRD5, TAAR1, MAOA, COMT и DBH. Други гени, свързани със СДВХ, включват SERT, HTR1B, SNAP25, GRIN2A, ADRA2A, TPH2 и BDNF.
Счита се, че обичаен  вариант на ген, наречен латрофилин 3, е отговорен за около 9% от случаите, и когато този вариант е налице, хората са особено чувствителни към стимуланти. Вариантът със 7 повторения на допаминов рецептор D4 (DRD4–7R) предизвиква повишени инхибиторни ефекти, индуцирани от допамина, и е свързан със СДВХ. DRD4 рецепторът е G протеин-свързан рецептор, който инхибира аденилциклазата. Мутацията DRD4–7R води до широк спектър от поведенчески фенотипове, включително симптоми на СДВХ, отразяващи раздвоено внимание. Генът DRD4 е свързан както с търсенето на новости, така и със СДВХ. Гените GFOD1 и CDH13 показват силни генетични асоциации с СДВХ. Връзката на CHD13 с аутистичния спектър, шизофренията, биполярното разстройство и депресията го прави интригуващ кандидат за ген-причинител. Друг такъв кандидат е ADGRL3. При данио „нокаутът“ на този ген причинява загуба на допаминергична функция във вентралния диенцефалон и рибките показват хиперактивен/импулсивен фенотип.
За да се използва генетичната вариация като диагностичен инструмент, са необходими допълнителни изследвания за валидиране. Все пак по-малки проучвания показват, че генетичните полиморфизми в гените, свързани със свързаната с катехоламин невротрансмисия или SNARE комплекса на синапса, могат надеждно да предскажат реакцията на човек към стимуланти. Редките генетични варианти са с по-голяма клинична значимост, защото оказват по-силно влияние върху вероятността за развитие на СДВХ. Въпреки това тяхната приложимост за диагностика е ограничена, тъй като нито един ген не може да бъде единствен показател за наличието на СДВХ. Аутистичният спектър показва генетично припокриване със СДВХ, както при обичайни, така и при редки генетични вариации.

### Обкръжаваща среда
Освен генетични фактори някои фактори на обкръжаващата среда могат да допринесат за развитието на СДВХ. Приемът на алкохол по време на бременност може да причини разстройства от феталния алкохолен спектър, включващи и СДВХ или симптоми подобни на него. Децата, изложени на токсични вещества, като олово или полихлорирани бифенили, могат да развият проблеми, които наподобяват СДВХ. Излагането на органофосфатните инсектициди хлорпирифос и диалкил фосфат е свързано с повишен риск, но доказателствата не са убедителни. Излагането на тютюнев дим по време на бременност може да причини проблеми с развитието на централната нервна система и може да увеличи риска от СДВХ. Излагането на никотин по време на бременност може да бъде риск.
Голямото преждевременно раждане, много ниското тегло при раждане и екстремната липса на грижи, малтретирането или социалната депривация също повишават риска от СДВХ, както и някои инфекции по време на бременност, при раждане или в ранна детска възраст. Тези инфекции включват, наред с други, различни вируси (морбили, варицела зостер енцефалит, рубеола, ентеровирус 71). Най-малко 30% от децата с травматично мозъчно увреждане по-късно развиват СДВХ и около 5% от случаите се дължат на мозъчно увреждане.
Някои проучвания сочат, че изкуствените оцветители за храни или консерванти биха могли да бъдат свързани с увеличеното разпространение на симптоми на СДВХ при малък брой деца, но доказателствата за това са ограничени и могат да се отнасят само за деца с хранителна непоносимост. Европейският съюз въвежда регулаторни мерки въз основа на тези опасения. При малък процент деца алергиите или непоносимостта към определени храни могат да влошат симптомите на СДВХ.
Индивидите с хипокалиемична сетивна свръхстимулация понякога се диагностицират като страдащи от СДВХ. Това поставя въпроса дали този подтип на СДВХ може да има специфична механична причина, подлежаща на нови подходи за лечение. Сетивното пренатоварване е лечимо с орален калиев глюконат.
Изследванията опровергават популярните вярвания, че СДВХ се причинява от прекомерна консумация на рафинирана захар, прекомерно гледане на телевизия, лошо родителство, бедност или семеен хаос. Въпреки това, при определени хора, тези фактори могат да засилят симптомите на СДВХ.
Проучванията показват, че най-малките деца в един клас са по-склонни да бъдат диагностицирани със СДВХ. Това вероятно се дължи на факта, че те може да изостават в развитието си спрямо по-големите си съученици. Допълнително, едно изследване установява, че най-малките деца в пети и осми клас имат почти два пъти по-голяма вероятност да използват стимуланти в сравнение с по-големите им връстници.
В някои случаи неподходящата диагноза „СДВХ“ би могла да  бъде свързана със ситуации като дисфункционално семейство или лоша образователна система, а не реално наличие на СДВХ у индивида. В други случаи това може да се обясни с нарастващи академични очаквания, като диагнозата е начин за родителите в някои страни да получат допълнителна финансова и образователна подкрепа за детето си.
Поведението, типично за СДВХ, се среща по-често при деца, които са преживели насилие и емоционално насилие.

## Патофизиология

### Неврологични механизми
Настоящите модели на СДВХ предполагат, че той е свързан с функционални увреждания в определени невротрансмитерни системи на мозъка, особено тези, които включват допамин и норепинефрин. Допаминовите и норепинефриновите пътища, които произхождат от вентралната тегментна област (част от главния мозък) и Locus coeruleus, се проектират към различни области на мозъка и управляват различни когнитивни процеси. Допаминовите пътища и норепинефриновите пътища, които се проектират към префронталната кора и стриатума, са пряко отговорни за модулирането на екзекутивната функция (когнитивен контрол на поведението), мотивацията, възприятието за възнаграждение и двигателната функция. Известно е, че тези пътища играят централна роля в патофизиологията на СДВХ. Предложени са по-големи модели на СДВХ с допълнителни пътища.

### Структура на мозъка
При децата със СДВХ е налице общо намаляване на обема на определени мозъчни структури, като по-значително е намаляването на обема на лявата префронтална кора. Задната париетална кора също показва изтъняване при индивиди със СДВХ в сравнение с контролните. Установено е също, че други мозъчни структури в префронтално-стриатално-мозъчните и префронтално-стриатално-таламичните вериги се различават при хората с и без СДВХ.
Подкоровите обеми на акумбенса, амигдалата, каудалното ядро, амоновия рог и путамена изглеждат по-малки при индивиди със СДВХ в сравнение с контролните. Структурните ЯМР изследвания също показват разлики в бялото вещество, с изразени разлики в асиметрията на полукълбата между хората със СДВХ и типично развиващите се младежи.
Функционалните ЯМР (fMRI) изследвания демонстрират редица различия между мозъците на хората със СДВХ и контролните. Отразявайки това, което е известно от структурните открития, тези изследвания дават доказателства за по-висока свързаност между субкортикалните и кортикалните региони, като например между каудалната и префронталната кора. Степента на хиперсвързаност между тези региони се свързва с тежестта на невнимание или хиперактивност. Процесите на латерализация на полукълбото също се разглеждат като фактор, свързан със СДВХ, но емпиричните резултати показват противоречиви изводи по темата.
Патофизиологията на СДВХ не е изцяло изяснена. В литературата е описано забавяне на развитието на някои мозъчни структури средно с около 3 години. Забавяне се забелязва в развитието на челния дял и на слепоочния дял на крайния мозък. В контраст, моторната кора показва ускорено развитие. Съчетанието от ускорено развитие на моторната кора и забавено развитие на гореспоменатите части на крайния мозък се приема за причина на някои от симптомите на СДВХ – силно изразената двигателна активност и неспособността да се стои в покой.
Дясната страна на крайния мозък при пациентите със СДВХ е по-изтънена, което при носителите на „7-repeat“ варианта на допамин D4 рецептор гена се компенсира по време на пубертета, което съвпада и с подобряване на симптоматиката (особено хиперактивността).
SPECT сканиране (техника, базирана на ЯМР) установява намалено кръвообращение – симптом за намалена невронна активност, и висока концентрация на допаминови транспортери в стриатума – подкорния регион на крайния мозък. Стриатумът има роля при планирането на дейности. Медикаментозната терапия на СДВХ (напр. метилфенидат) се фокусира върху редуцирането на въздействието на допамина в определени региони на мозъка и по-специално в тези, които са активни при самоконтрола и концентрацията.
Изследване на Бруксхейвънската национална лаборатория и на Школата по медицина „Маунт Синай“ в Ню Иорк твърди, че симптоматиката на СДВХ е по-вероятно свързана с ограничената способност на мозъка да произвежда допамин, отколкото със самото ниво на допаминовите транспортери в определени мозъчни региони. 20 пациенти със СДВХ и 25 контролни индививи са инжектирани с нискорадиоактивен изотоп, които се свързва с допаминовите транспортери. Изследването показва, че не толкова нивото им, а по-скоро ниското ниво на самия допамин в редица региони на мозъка е онова, което отличава пациентите със СДВХ от хората без СДВХ симптоматика. В подкрепа на тази хипотеза е и фактът, че количеството плазмена хомованилова киселина, която е индикация за броя на трансмитерите в мозъка, е обратно пропорционално не само на степента на изразеност на СДВХ симптомите при диагностицирани индивиди, но и на степента на обучителни трудности при индивиди без изявена СДВХ симптоматика. С други думи, нивото на допаминови транспортери не е специфичен маркер за СДВХ.
Въпреки наличието на консенсус относно връзката между аномалиите в допаминовата система и симптомите на СДВХ, не е ясно дали патологията на допаминовата система е истинският молекулярен механизъм на СДВХ или дали самата тя не е породена от друга патология. Подкрепа на версията за вторичния характер на аномалиите в допаминовата система (поне в част от случаите на СДВХ) идва от случаите на хипокалемична сетивна свръхстимулация, при които причината за свръхстимулация се свързва с патологията в йонните канали на периферната нервна система.
През 1990 г. изследване на Земеткин и др. с използване на позитронно-емисионна томография (ПЕТ) на глюкозния метаболизъм разкрива, че той е с 8,1% по-нисък при възрастни, диагностицирани със СДВХ в детството. Изображението вляво илюстрира глюкозния метаболизъм на мозъка на „нормален“ възрастен, докато извършва задача, изискваща концентрация. Изображението вдясно илюстрира областите на мозъчна активност на възрастен, диагностициран като СДВХ в детството, докато изпълнява същата задача. Това не са изображения на индивидуални мозъци, които в противен случай доста биха си приличали, а насложени изображения, създадени да подчертаят груповите различия.

### Пътища на невротрансмитерите
Навремето се е предполагало, че повишеният брой допаминови транспортери при хората със СДВХ е част от неговата патофизиология, но изглежда, че повишеният брой би могъл да се дължи на адаптация след излагане на стимуланти. Настоящите модели включват мезокортиколимбичния допаминов път и locus coeruleus-норадренергична система. Психостимулаторите на СДВХ притежават терапевтична ефикасност, тъй като повишават невротрансмитерната активност в тези системи. Освен това може да има аномалии в серотонинергичните, глутаматергичните или холинергичните пътища.

### Екзекутивни функции и мотивация
Симптомите на СДВХ произтичат от дефицит на определени екзекутивни функции като контрол на вниманието, инхибиторен контрол и работна памет. Екзекутивните функции са набор от когнитивни процеси, необходими за успешен избор и наблюдение на поведения, които улесняват постигането на избраните цели. Нарушенията на екзекутивната функция при лицата със СДВХ водят до проблеми с организацията, спазването на срокове, контрола на прокрастинацията, поддържането на концентрация, обръщането на внимание, игнорирането на разсейването, регулирането на емоциите и запомнянето на детайли. Докато дългосрочната памет на индивидите със СДВХ остава незасегната, дефицитите с дългосрочното припомняне обикновено са свързани с проблеми в работната памет. Поради темповете на съзряване на мозъка и повишените изисквания за екзекутивен контрол когато човек остарява, нарушенията на СДВХ може да не се проявят напълно до юношеството или дори до ранната зряла възраст. Обратно, траекториите на съзряване на мозъка, които потенциално показват различни надлъжни тенденции в СДВХ, могат да подкрепят по-късно подобрение на екзекутивните функции след достигане на зряла възраст.
СДВХ също се свързва с мотивационни дефицити при децата. Децата със СДВХ често намират за трудно да се съсредоточат върху дългосрочните над краткосрочните възнаграждения и проявяват импулсивно поведение за краткосрочните възнаграждения.

### Парадоксална реакция към психоактивни вещества
Друг показател за структурно изменената обработка на сигнала в централната нервна система при тази група хора е често срещаната парадоксална реакция – при ок. 10–20% от пациентите. Това са неочаквани и противоположни реакции на очаквания ефект или различни, значими реакции към психоактивни вещества, включително местни упойки при зъболекаря, седативи, кофеин, антихистамини, слаби антипсихотици и централни и периферни болкоуспокояващи.

## Диагностициране
СДВХ се диагностицира чрез оценка на поведенческото и умственото развитие на индивида, включително изключване на ефектите от дроги, медикаменти и други медицински или психиатрични проблеми като обяснение на симптомите. Диагнозата „СДВХ“ често взема предвид обратна връзка от родители и учители, а много диагнози започват след притеснение, изразено от учител. Въпреки че съществуват много инструменти за подпомагане на диагностицирането на СДВХ, тяхната валидност варира в различните популации; надеждната и валидна диагноза изисква потвърждение от клиницист, докато бива допълнена от стандартизирани скали за оценка и информация от множество информатори в различни ситуации.
Диагнозата „СДВХ“ трябва да бъде поставена от подходящо обучен специалист по психично здраве, особено детски невропсихиатър, психиатър и психолог. За да се изключат други потенциални причини, биха могли да се извършат физически изследвания, радиологични изследвания и лабораторни изследвания. Оценката често може да изисква сътрудничество с родители или учители чрез диагностичен процес, който често започва, когато учител изрази притеснения. Състоянието може да се разглежда като прекомерно представяне на една или повече общи човешки характеристики, които могат да бъдат открити при повечето хора. Отговорът или липсата му на медикаментозно лечение не може да потвърди или изключи диагнозата. Биомедицинските образни изследвания на мозъка също не дават последователни резултати сред индивидите и се използват изключително за научни изследвания, а не за поставяне на диагноза.
В Северна Америка и Австралия за диагностика се използват критериите ДСН-5, докато европейските страни обикновено използват МКБ-10. Критериите ДСН-IV за диагностициране на СДВХ са 3-4 пъти по-вероятни за диагностициране на СДВХ, отколкото критериите на МКБ-10. СДВХ се класифицира алтернативно като разстройство на неврологичното развитие или разрушително поведенческо разстройство заедно с опозиционното предизвикателно разстройство (ОПР), поведенческото разстройство (ПР) и диссоциалното разстройство на личността. Диагнозата не означава наличие на неврологично разстройство.
Свързаните състояния, за които трябва да се направи скрининг, включват тревожност, депресия, ОПР, ПР и нарушения в обучението и езика. Други състояния, които трябва да се имат предвид, са други нарушения на неврологичното развитие, тикове и сънна апнея.
Скалите за самооценка, като Скалата за оценка на СДВХ и диагностичната СДВХ скала на Вандербилт, се използват при скрининга и оценката на СДВХ. Електроенцефалографията не е достатъчно точна, за да се постави диагнозата „СДВХ“.
Понастоящем няма обективен тест, с който да се установи СДВХ. Повечето симптоми се случват от време на време при всеки. При СДВХ пациентите обаче честотата на тези симптоми е значително по-голяма. Като при повечето заболявания диагноза се поставя от квалифициран лекар въз основа на определени критерии. В САЩ тези критерии са определени в т.нар. „Диагностичен и статистически справочник“ (ДСН-IV).
Диагнозата „СДВХ“ е критикувана като субективна, тъй като не се основава на биологичен тест. Международното консенсусно изявление относно СДВХ заключава, че тази критика е неоснователна, въз основа на това, че СДВХ отговаря на стандартните критерии за валидност на психично разстройство, установени от Робинс и Гуз.

### Класификация

#### Наръчник за диагностика и статистика
Както при много други психиатрични разстройства официалната диагноза трябва да бъде поставена от квалифициран специалист въз основа на определен брой критерии. В Съединените щати тези критерии са определени от Американската психиатрична асоциация в ДСН. Въз основа на критериите ДСН-5, публикувани през 2013 г. и критериите ДСН-5-TР, публикувани през 2022 г., има три представяния на СДВХ:
1. СДВХ с преобладаващо невнимание – проявява се със симптоми, включително лесно разсейване, забравяне, замечтаност, дезорганизация, лоша концентрация и трудности при изпълнение на задачите
2. СДВХ с преобладаващи хиперактивност-импулсивност – проявява се с прекомерни нервност и безпокойство, хиперактивност и затруднено чакане и оставане в седнало положение.
3. СДВХ от комбиниран тип – комбинация от първите два

Това подразделение се основава на наличието на най-малко шест (при деца) или пет (при по-възрастни подрастващи и възрастни) от девет дългосрочни (с продължителност най-малко шест месеца) симптоми на невнимание, хиперактивност-импулсивност или и двете. За да бъдат взети предвид, няколко симптома трябва да са се появили на възраст от шест до дванадесет години и да са се появили в повече от една среда (напр. у дома и в училище или на работа). Симптомите трябва да са неподходящи за дете на тази възраст и трябва да има ясни доказателства, че причиняват социални, училищни или свързани с работата проблеми.
ДСН-5 и ДСН-5-ТР също предоставят две диагнози за лица, които имат симптоми на СДВХ, но не отговарят напълно на изискванията. Друго уточнен СДВХ позволява на клинициста да опише защо индивидът не отговаря на критериите, докато Неуточненият СДВХ се използва, когато клиницистът избере да не описва причината.

#### Международна класификация на болестите
В 11-та ревизия (2018 г.) на Международната статистическа класификация на болестите и свързаните със здравето проблеми (МКБ-11) от Световната здравна организация разстройството е класифицирано като разстройство с дефицит на вниманието и хиперактивност (с код 6A05). Дефинираните подтипове са подобни на тези в ДСН-5: преобладаваща проявление на невнимание (6A05.0); преобладаваща хиперактивно-импулсивно проявление (6A05.1); комбинирана проявление (6A05.2). Въпреки това МКБ-11 включва две остатъчни категории за индивиди, които не отговарят напълно на нито един от дефинираните подтипове: друга специфично проявление (6A05.Y), където клиницистът включва подробности за представянето на индивида; и неуточнено проявление (6A05.Z), когато клиницистът не предоставя подробности.
В десетата ревизия (МКБ-10) симптомите на хиперкинетично разстройство са аналогични на СДВХ в МКБ-11. Когато е налице поведенческо разстройство (както е определено от МКБ-10), състоянието се нарича хиперкинетично поведенческо разстройство. В противен случай разстройството е класифицирано като нарушение на активността и вниманието, други хиперкинетични разстройства или хиперкинетични разстройства, неуточнени. Последното понякога се нарича хиперкинетичен синдром.

#### Теория на социалния конструкт
Теорията на социалния конструкт на СДВХ предполага, че тъй като границите между нормалното и ненормалното поведение са социално изградени (т.е. съвместно създадени и утвърдени от всички членове на обществото, и по-специално от лекари, родители, учители и други), следва, че субективните оценки и преценки определят кои диагностични критерии се използват и по този начин броят на засегнатите хора. Тази разлика означава, че използването на критериите на ДСН-IV може да диагностицира СДВХ при нива три до четири пъти по-високи от критериите на МКБ-10. Томас Сас, поддръжник на тази теория, твърди, че СДВХ е „изобретен и след това е получил име“.

### Възрастни
Възрастните със СДВХ се диагностицират по същите критерии, включително, че техните признаци трябва да са налице на възраст от шест до дванадесет години. Индивидът е най-добрият източник за информация при диагностицирането, но други могат да предоставят полезна информация за симптомите на индивида в момента и в детството; фамилната анамнеза за СДВХ също добавя тежест към диагнозата. :с. 7,9Въпреки че основните симптоми на СДВХ са сходни при децата и възрастните, те често се проявяват по различен начин при възрастни, отколкото при деца: например прекомерната физическа активност, наблюдавана при деца, може да се прояви като чувство на безпокойство и постоянна умствена активност при възрастни. :с. 6
В световен мащаб се изчислява, че 2,58% от възрастните имат персистиращ СДВХ (когато индивидът в момента отговаря на критериите и има доказателства за начало в детска възраст), а 6,76% от възрастните имат симптоматичен СДВХ (което означава, че в момента отговарят на критериите за СДВХ, независимо от началото в детството). През 2020 г. това са съответно 139,84 милиона и 366,33 милиона засегнати възрастни. Около 15% от децата със СДВХ  продължават да отговарят на пълните критерии на ДСН-IV-TР на 25-годишна възраст, а 50% все още изпитват някои симптоми. :с. 2 Много възрастни със СДВХ без диагноза и лечение имат дезорганизиран живот, а някои използват наркотични вещества или алкохол като механизъм за справяне. Други проблеми могат да включват затруднения в отношенията и работата, както и повишен риск от престъпни дейности.:с. 6 Свързаните проблеми с психичното здраве включват депресия, тревожни разстройства и затруднения в ученето.
Някои симптоми на СДВХ при възрастните се различават от тези, наблюдавани при деца. Докато децата със СДВХ  могат да се катерят и да тичат прекомерно, възрастните може да изпитват неспособност да се отпуснат или пък да говорят прекалено много в социални ситуации. Те могат да започват връзки импулсивно, да показват поведение, търсещо сензация, и да бъдат сприхави.:с. 6 Пристрастяващото поведение като злоупотреба с вещества и хазартът са често срещани. :с. 6 Това довежда до това, че тези, които се представят по различен начин с напредване на възрастта, надрастват критериите на ДСН-IV. :с. 5–6 Критериите ДСН-5 се занимават конкретно с възрастни за разлика от тези на ДСН-IV, които не отчитат напълно разликите в уврежданията, наблюдавани в зряла възраст в сравнение с детството. :с. 5
За диагностициране при възрастен е необходимо наличието на симптоми от детството. Независимо от това част от възрастните, които отговарят на критериите за СДВХ в зряла възраст, не биха били диагностицирани със СДВХ като деца. Повечето случаи на СДВХ с късно начало развиват разстройството на възраст между 12 и 16 години и следователно могат да се считат за СДВХ в ранна възраст или в юношеска възраст.

### Диференциална диагноза
ДСН предоставя потенциални диференциални диагнози – потенциални алтернативни обяснения за специфични симптоми. Оценката и изследването на клиничната история определя коя е най-подходящата диагноза. ДСН-5 предполага опозиционното предизвикателно разстройство (ОПР), периодичното експлозивно разстройство и други разстройства на неврологичното развитие (като разстройство на стереотипното движение и разстройство на Турет), в допълнение към специфично разстройство на ученето, разстройство на интелектуалното развитие, разстройство от аутистичния спектър, реактивно разстройство на привързаността, тревожни разстройства, депресивни разстройства, биполярни разстройства, разстройството на разрушителното поведение с дисрегулация на настроението, разстройство при употреба на вещества, разстройства на личността, психотични разстройства, симптоми, предизвикани от медикаменти, и неврокогнитивни разстройства. Много, но не всички от тях са също често срещани съпътстващи заболявания на СДВХ. ДСН-5-ТР също предполага посттравматично стресово разстройство.
Симптомите на СДВХ, като лошо настроение и лоша представа за себе си, промени в настроението и раздразнителност, могат да бъдат объркани с дистимия, циклотимия или биполярно разстройство, както и с гранично разстройство на личността. :с. 10 Някои симптоми, които се дължат на тревожните разстройства, разстройството на личността, уврежданията в развитието, на интелектуалните затруднения или на ефектите от злоупотреба с вещества, като интоксикация и абстиненция, могат да се припокриват със СДВХ. Тези нарушения понякога могат да се появят заедно със СДВХ. Медицински състояния, които могат да причинят симптоми от типа на СДВХ, включват: хипертиреоидизъм, епилепсия, сатурнизъм, слухови дефицити, чернодробно заболяване, сънна апнея, лекарствени взаимодействия, нелекувана цьолиакия и черепно-мозъчни травми.
Първичните нарушения на съня могат да повлияят на вниманието и поведението, а симптомите на СДВХ могат да повлияят на съня.  Затова се препоръчва децата със СДВХ да бъдат редовно преглеждани за проблеми със съня.  Сънливостта при децата може да доведе до симптоми, вариращи от класическите на прозяване и триене на очите, до хиперактивност и невнимание. Обструктивната сънна апнея също може да причини симптоми от типа на СДВХВ.
| Симптоми на СДВХ, които биха могли да бъдат свързани с други разстройства | Симптоми на СДВХ, които биха могли да бъдат свързани с други разстройства | Симптоми на СДВХ, които биха могли да бъдат свързани с други разстройства |
| Депресия | Тревожно разстройство | Мания |
| --- | --- | --- |
| - Чувство за вина, безнадеждност, ниско самочувствие или нещастие - Загуба на интерес към хобита, редовни дейности, секс или работа - Умора - Безсъние, лош или прекомерен сън - Затруднено обръщане на внимание - Промени в апетита - Раздразнителност - Ниска устойчивост на стрес - Суицидни мисли - Необяснима болка | - Тревога или постоянно чувство на безпокойство - Раздразнителност - Неспособност за релаксация - Оставяне в състояние на свръхнапрегнатост - Малка устойчивост на стрес - Затруднено обръщане на внимание | - Еуфория - Хиперактивност - Забързани мисли - Агресивност - Логорея - Заблуди за величие - Намалена нужда от сън - Неподходящо социално поведение - Затруднено обръщане на внимание |

## Лечение
Лечението на СДВХ обикновено включва психотерапия или лекарства, самостоятелно или в комбинация. То може да подобри дългосрочните резултати, но не премахва напълно отрицателните резултати. Използваните лекарства включват стимуланти, атомоксетин, антагонисти на алфа-2 адренергичните рецептори и понякога антидепресанти. При тези, които имат проблеми с фокусирането върху дългосрочни възнаграждения, голямото количество положително подкрепление подобрява изпълнението на задачите. Стимулантите за СДВХ също подобряват постоянството и изпълнението на задачите при деца със СДВХ. Последните данни от обсервационни и регистрационни проучвания показват, че фармакологичното лечение на СДВХ е свързано с повишени постижения и намалени отсъствия от училище, намален риск от свързани с травма спешни посещения в болница, намален риск от самоубийство и опит за самоубийство и намалени нива на злоупотреба с вещества и престъпност.
Терапията със стимуланти е клинически най-ефикасният метод за третиране на симптомите на СДВХ. При около 70% от децата се наблюдава подобрение на симптоматиката. Не са установени значими неблагоприятни странични ефекти от стимулантите, дори и в случаи на терапии, продължаващи повече от 5 години.
Стимулантите на ЦНС, употребявани за лечение, най-често са на основата на амфетамин. Поради големия риск за злоупотреба е нужно прилагане на строг родителски контрол върху взимането тези медикаменти от деца. При подрастващи е нужно внимателно наблюдение на растежа. Страничен ефект от взимането на стимуланти е загубата на тегло поради потиснатия апетит и забавяне на растежа на подрастващите.

### Поведенческа терапия
Има добри доказателства за използването на поведенческа терапия при СДВХ. Те са препоръчително лечение от първа линия при тези, които имат леки симптоми или които са в предучилищна възраст. Използваните психологически терапии включват: психообразователен принос, поведенческа терапия, когнитивна поведенческа терапия, междуличностна психотерапия, фамилна терапия, училищни интервенции, обучение за социални умения, поведенческа намеса на връстници, организационно обучение и обучение за родители. Неврофийдбек има по-големи лечебни ефекти от неактивните контроли до 6 месеца и евентуално една година след лечението и може да има лечебни ефекти, сравними с активните контроли (контроли, за които е доказано, че имат клиничен ефект) през този период от време. Въпреки ефикасността на изследванията няма достатъчно регулиране на практиката на неврофийдбек, което води до неефективни приложения и неверни твърдения относно иновациите. Обучението на родителите може да подобри редица поведенчески проблеми, включително опозиционно и несъобразително поведение.
Има малко висококачествени изследвания за ефективността на семейната терапия за СДВХ, но съществуващите доказателства показват, че тя е подобна на грижите в общността и по-добра от плацебо. Групите за подкрепа, специфични за СДВХ, могат да предоставят информация и могат да помогнат на семействата да се справят със СДВХ.
Обучението на социални умения, промяната на поведението и лекарствата могат да имат някои ограничени благоприятни ефекти в отношенията с връстници. Стабилните, висококачествени приятелства с недевиантни връстници предпазват от по-късни психологически проблеми.

### Медикаменти

#### Стимуланти
Метилфенидатът и амфетаминът или неговите производни често са лекарства от първа линия за СДВХ. Около 70% реагират на първия изпробван стимулант и само 10% не реагират нито на амфетамини, нито на метилфенидат. Стимулантите могат също да намалят риска от непреднамерени наранявания при деца със СДВХ. Проучванията с магнитен резонанс показват, че дългосрочното лечение с амфетамин или метилфенидат намалява аномалиите в структурата и функцията на мозъка, открити при пациенти със СДВХ. Преглед от 2018 г. установява най-голямата краткосрочна полза от метилфенидат при деца и амфетамини при възрастни. Проучвания и метаанализи показват, че амфетаминът е малко до умерено по-ефективен от метилфенидат за намаляване на симптомите и те са по-ефективна фармакотерапия за СДВХ от α2-агонистите, но метилфенидатът има сравнима ефикасност с нестимуланти като атомоксетин.
Вероятността от развитие на безсъние при пациенти със СДВХ, приемащи стимуланти, е измерена между 11 и 45% за различните лекарства и може да бъде основна причина за прекратяване. Други нежелани реакции, като тикове, намален апетит и загуба на тегло или емоционална лабилност, също могат да доведат до прекъсване. Стимулантната психоза и мания са редки при терапевтични дози, като се появяват при приблизително 0,1% от индивидите през първите няколко седмици след започване на терапия с амфетамин. Безопасността на тези лекарства по време на бременност е неясна. Подобрението на симптомите не се поддържа, ако се спре лечението.
Дългосрочните ефекти от лекарствата за СДВХ все още не са напълно дефинирани, въпреки че стимулантите обикновено са полезни и безопасни до две години за деца и юноши. Метаанализ от 2022 г. не открива статистически значима връзка между лекарствата за СДВХ и риска от сърдечно-съдови заболявания (ССЗ) във възрастовите групи, въпреки че проучването предполага, че е необходимо по-нататъшно изследване за пациенти с предшестващо ССЗ, както и за дългосрочна употреба на лекарства. Препоръчва се редовно наблюдение при тези на продължително лечение. Има индикации, които предполагат, че терапията със стимуланти за деца и юноши трябва периодично да се спира, за да се оцени продължаващата нужда от лекарства, да се намали възможното забавяне на растежа и да се намали толерантността. Въпреки че са потенциално пристрастяващи при високи дози,   стимулантите, използвани за лечение на СДВХ, имат малък потенциал за злоупотреба. Лечението със стимуланти или предпазва от злоупотреба с вещества, или няма ефект. :с. 12 
Повечето проучвания върху никотина и други никотинови агонисти като лечение на СДВХ показват благоприятни резултати; обаче нито едно никотиново лекарство не е одобрено за лечение на СДВХ. Кофеинът преди е бил използван като лечение от втора линия за СДВХ, но изследванията показват, че няма значителни ефекти за намаляване на симптомите на СДВХ. Изглежда, че той помага за бдителността, възбудата и времето за реакция, но не и за вида невнимание, свързано със СДВХ (продължително внимание/постоянство). Псевдоефедринът и ефедринът не повлияват симптомите на СДВХ.
Модафинилът показва известна ефикасност при намаляване на тежестта на СДВХ при деца и юноши. Може да бъде предписан не по предназначение за лечение на СДВХ.

#### Нестимуланти
Две нестимулиращи лекарства – атомоксетин и вилоксазин са одобрени от Агенцията за контрол на храните и лекарствата на САЩ и в други страни за лечение на СДВХ. Те произвеждат сравнима ефикасност и поносимост с метилфенидат, но и трите са склонни да бъдат умерено по-поносими и по-малко ефективни от амфетамините.
Атомоксетинът, поради липсата на склонност към пристрастяване, може да бъде предпочитан при тези, които са изложени на риск от развлекателна или компулсивна употреба на стимуланти, въпреки че липсват доказателства в подкрепа на употребата му пред стимуланти поради тази причина. :с. 13Доказано е, че атомоксетинът значително подобрява академичното представяне. Проучванията и метаанализите показват, че атомоксетинът има сравнима ефикасност и еднаква поносимост с метилфенидата при деца и юноши. При възрастни ефикасността и поносимостта са еквивалентни.
Анализите на данните от клиничните изпитвания предполагат, че вилоксазин е почти толкова ефективен, колкото атомоксетин и метилфенидат, но с по-малко странични ефекти.
Доказано е, че амантадинът предизвиква подобни подобрения при деца, лекувани с метилфенидат, с по-редки странични ефекти. Ретроспективно проучване от 2021 г. показа, че амантадинът може да служи като ефективно допълнение към стимуланти за симптоми, свързани със СДВХ, и изглежда като по-безопасна алтернатива на антипсихотиците от второ или трето поколение.
Бупропионът също се използва не по предназначение от някои клиницисти поради резултатите от изследванията.
Има малко доказателства за ефектите на лекарствата върху социалното поведение. Антипсихотиците могат също да се използват за лечение на агресия при СДВХ.

#### Алфа-2-адренергични агонисти
Два алфа-2-адренергични ангониста, формули с удължено освобождаване на гуанфацин и клонидин, са одобрени от Агенцията за контрол на храните и лекарствата на САЩ и в други страни за лечение на СДВХ (ефикасни при деца и юноши, но все още не е доказана ефективност при възрастни). Те изглеждат малко по-малко ефективни от стимулантите (амфетамин и метилфенидат) и нестимулантите (атомоксетин и вилоксазин) за намаляване на симптомите, но могат да бъдат полезни алтернативи или да се използват заедно със стимулант.

### Физически упражнения
Редовните физически упражнения, особено аеробните упражнения, са ефективно допълнително лечение за СДВХ  при деца и възрастни, особено когато се комбинират със стимуланти (въпреки че най-добрата интензивност и тип аеробни упражнения за подобряване на симптомите в момента не са известни). Дългосрочните ефекти от редовните аеробни упражнения при хора със СДВХ включват по-добро поведение и двигателни способности, подобрени екзекутивни функции (включително внимание, инхибиторен контрол и планиране, наред с други когнитивни области), по-бърза скорост на обработка на информация и по-добра памет. Оценките на родителите и учителите за поведенческите и социално-емоционалните резултати в отговор на редовни аеробни упражнения включват: по-добра цялостна функция, намалени симптоми на СДВХ, по-добро самочувствие, намалени нива на тревожност и депресия, по-малко соматични оплаквания, по-добро академично поведение и поведение в класната стая и подобрено социално поведение. Упражняването по време на прием на стимуланти засилва ефекта на стимулантите върху екзекутивната функция. Смята се, че тези краткосрочни ефекти от упражненията са медиирани от повишеното изобилие на синаптичен допамин и норепинефрин в мозъка.

### Диета
Диетичните промени не се препоръчват към 2019 г. от Американската академия по педиатрия, Националния институт за върхови постижения в здравеопазването и грижите или Агенцията за изследване и качество на здравеопазването поради недостатъчно доказателства.  Метаанализ от 2013 г. установява, че по-малко от една трета от децата с ХРНВ виждат известно подобрение на симптомите с добавяне на свободни мастни киселини или намалено ядене на изкуствени хранителни оцветители. Тези ползи може да са ограничени до деца с хранителна чувствителност или такива, които едновременно се лекуват с лекарства за СДВХ. Този преглед също установява, че доказателствата не подкрепят премахването на други храни от диетата за лечение на СДВХ. Преглед от 2014 г. установява, че елиминационната диета води до малка обща полза при малцинство от деца, като тези с алергии. В преглед от 2016 г. се посочва, че не се препоръчва използването на безглутенова диета като стандартно лечение на СДВХ. Преглед от 2017 г. показа, че диета с елиминиране на няколко храни може да помогне на деца, които са твърде малки, за да бъдат лекувани или да не реагират на лекарства, докато добавянето на свободни мастни киселини или намаленото ядене на изкуствени хранителни оцветители като стандартно лечение на ХРНВ не се препоръчва. Хроничният дефицит на желязо, магнезий и йод може да има отрицателно въздействие върху симптомите на СДВХ. Има малко доказателства, че по-ниските нива на цинк в тъканите могат да бъдат свързани със СДВХ. При липса на доказан дефицит на цинк (което е рядкост извън развиващите се страни), добавките с цинк не се препоръчват като лечение на СДВХ. Добавянето на цинк обаче може да намали минималната ефективна доза амфетамин, когато се използва с амфетамин за лечение на СДВХ.

## Прогнози
СДВХ продължава в зряла възраст около 30-50% от случаите. Засегнатите вероятно ще развият механизми за справяне в процеса си на съзряване, като по този начин компенсират до известна степен предишните си симптоми. Децата със СДВХ имат по-висок риск от неволни наранявания. Ефектите на лекарствата върху функционалното увреждане и качеството на живот (напр. намален риск от злополуки) са открити в множество области. Степента на пушене сред тези със СДВХ е по-висока, отколкото в общата популация с около 40%.
Индивидите със СДВХ са значително свръхпредставени в популациите на затворите. Въпреки че няма общоприета оценка за разпространението на СДВХ сред затворниците, метаанализ от 2015 г. оценява разпространението на 25,5%, а по-голям метаанализ от 2018 г. оценява честотата на 26,2%. СДВХ е по-често срещано сред затворниците с по-дълъг срок; проучване от 2010 г. в затвора Norrtälje, затвор с висока степен на сигурност в Швеция, установява приблизително разпространение на СДВХ от 40%.

## Разпространение
Смята се, че СДВХ засяга около 6–7% от хората на възраст до 18 години, когато са диагностицирани чрез критериите ДСН-IV. Когато се диагностицира чрез критериите на МКБ-10, процентите в тази възрастова група се оценяват около 1–2%. Децата в Северна Америка изглежда имат по-висок процент на СДВХ, отколкото децата в Африка и Близкия Изток. Смята се, че това се дължи на различни методи за диагностика, а не на разлика в основната честота. Към 2019 г. е изчислено, че засяга 84,7 милиона души по света. Ако се използват едни и същи диагностични методи, процентите са сходни между страните. СДВХ се диагностицира приблизително три пъти по-често при момчета, отколкото при момичета. Това може да отразява или истинска разлика в основния процент, или че жените и момичетата със СДВХ са по-малко склонни да бъдат диагностицирани.
Степента на диагностика и лечение се е увеличила както в Обединеното кралство, така и в Съединените щати от 1970 г. насам. Преди 1970 г. е рядкост децата да бъдат диагностицирани със СДВХ, докато през 1970 г. процентът е около 1%. Смята се, че това се дължи предимно на промени в начина, по който се диагностицира състоянието и на това колко лесно хората са склонни да го лекуват с лекарства, а не на истинска промяна в това колко често е заболяването. Смятало се е, че промените в диагностичните критерии през 2013 г. с пускането на ДСН-5 ще увеличат процента на хората, диагностицирани със СДВХ, особено сред възрастните.
Поради различията в лечението и разбирането на СДВХ между европеидните и неевропеидните популации, много неевропеидни деца остават недиагностицирани и нелекувани. Установено е, че в САЩ често има несъответствие между кевропеидните и неевропеидните разбирания за СДВХ. Това води до разлика в класификацията на симптомите на СДВХ и следователно до погрешна диагноза. Установено е също, че е обичайно в неевропеидните семейства и учители да разбират симптомите на СДВХ като поведенчески проблеми, а не като психично заболяване.
Междукултурните различия при диагностицирането на СДВХ могат също да се отдадат на дълготрайните ефекти от вредни, расово насочени медицински практики. Медицинските псевдонауки, особено тези, които са насочени към афро-американското население по време на периода на робство в САЩ, водят до недоверие към медицинските практики в определени общности. Комбинацията от симптоми на СДВХ, които често се разглеждат като лошо поведение, а не като психиатрично състояние, и употребата на лекарства за регулиране на СДВХ, води до колебание да се довериш на диагнозата „СДВХ“. Случаи на погрешна диагноза при СДВХ могат да възникнат и поради стереотипизиране на лица, които не са от бялата раса. Поради субективно определени симптоми на СДВХ, медицинските специалисти могат да диагностицират индивиди въз основа на стереотипно поведение или погрешна диагноза поради разлики в представянето на симптомите между европеидни и неевропеидни индивиди.

## История
Клиничната дефиниция на СДВХ датира от средата на 20. век. Смята се, че и преди това има описани случаи, но липсва общоприета дефиниция.
Хиперактивността отдавна е част от човешкото състояние. През 493 г. пр.н.е. Хипократ описва състояние, което е съпоставимо с клиничното описание на СДВХ. Той описва пациенти, които имат „ускорена реакция на сетивни възприятия, но същевременно нямащи постоянство, тъй като душата им минава бързо в друга емоция“. Той отдава това на „надмощие на огъня над водата“. Той препоръчва „ръж вместо пшеница, риба вместо месо, много вода и много разнообразни физически натоварвания“. Шекспир споменава „болестта на концентрацията“, описвайки Хенри VIII.
Сър Александър Крайтън описва „умственото безпокойство“ в книгата си „Изследване на природата и произхода на умственото разстройство“, написана през 1798 г. Той прави наблюдения за деца, които показват признаци на невнимание и се въртят. Първото ясно описание на СДВХ се приписва на Джордж Стил през 1902 г. по време на серия от лекции, които той изнася пред Кралския колеж на лекарите в Лондон. Той отбеляза, че както природата, така и възпитанието могат да повлияят на това разстройство.
Алфред Тредголд предлага връзка между мозъчните увреждания и поведенческите или учебните проблеми, която може да бъде потвърдена от епидемията от летаргичен енцефалит от 1917 до 1928 г.
През 1937 г. Чарлз Брадли в Провидънс, САЩ описва случаи, в които група деца с поведенчески проблеми са имали значително подобрение след употребата на стимуланта бензедрин. През 1957 г. стимулантът метилфенидат започва да се продава под различни наименования. Това е най-често употребяваният медикамент за третиране симптомите на СДВХ.
През 70-те години на 20 век изследователите установяват, че симптомите на СДВХ не изчезват напълно през пубертета, както се е приемало дотогава. За първи път СДВХ се приема официално като заболяване при възрастните през 1978 г., като най-често употребяваният термин е „синдром на дефицит на вниманието“, тъй като симптомите на хиперактивност не са силно проявени при възрастните. Понастоящем се приема, че синдромите, свързани с концентрацията, остават при около 60% от децата, диагностицирани със СДВХ и след излизането им от пубертета.
Терминологията, използвана за описание на състоянието, се променя с течение на времето и включва: минимална мозъчна дисфункция в ДСН-I (1952), хиперкинетична реакция на детството в ДСН-II (1968) и разстройство с дефицит на вниманието със или без хиперактивност в ДСН-III (1980). През 1987 г. това е променено на СДВХ в ДСН-III-Р, а през 1994 г. ДСН-IV разделя диагнозата на три подтипа: СДВХ предимно с с невнимание, СДВХ с предимно хиперактивносъ-импулсивност и СДВХ от комбиниран тип. Тези условия са запазени в ДСН-5 през 2013 г. и в ДСН-5-TР през 2022 г. Преди ДСН термините включват минимално увреждане на мозъка през 30-те години на миналия век.
През 1934 г. бензедринът става първото за амфетаминово лекарство, одобрено за употреба в Съединените щати. Метилфенидатът е въведен през 50-те години на 20. век, а енантиопречистеният декстроамфетамин през 70-те години. Използването на стимуланти за лечение на СДВХ е описано за първи път през 1937 г. Чарлз Брадли дава на децата с поведенчески разстройства бензедрин и открива, че той подобрява академичните резултати и поведението.
След като стават възможни невроизобразителните изследвания, проучванията, проведени през 90-те години на миналия век, предоставят подкрепа за съществуващата теория, че неврологичните различия – особено във челния лоб, са включени в СДВХ. През същия този период е идентифициран генетичен компонент и СДВХ е признато за постоянно, дълготрайно разстройство, което продължава от детството до зряла възраст.
СДВХ е разделен на настоящите три подтипа поради полеви опит, завършен от Lahey и колеги.

## Спорове
СДВХ, неговата диагноза и лечението му са спорни от 1970 г. насам. Споровете включват клиницисти, учители, политици, родители и медии. Позициите варират от възгледа, че СДВХ е в рамките на нормалния диапазон на поведение до хипотезата, че СДВХ е генетично състояние. Други спорни области включват употребата на стимулиращи лекарства при децата, метода на диагностика и възможността за свръхдиагностика. През 2009 г. Националният институт за здравеопазване и високи постижения в грижите, въпреки че признава противоречието, заявява, че настоящите лечения и методи за диагностика се основават на доминиращия възглед на академичната литература. През 2014 г. Кийт Конърс, един от ранните защитници на разпознаването на разстройството, се обявява против свръхдиагностиката в статия във в. „Ню Йорк Таймс“. За разлика от това, рецензирана медицинска литература от 2014 г. показва, че СДВХ е недостатъчно диагностициран при възрастни.
С много различни нива на диагностициране в страните, щатите в рамките на държавите, расите и етносите, някои подозрителни фактори, различни от наличието на симптомите на СДВХ, играят роля при диагностицирането, като културни норми. Някои социолози смятат СДВХ за пример за медикализация на девиантното поведение, тоест превръщането на предишния немедицински проблем на училищното представяне в медицински. Повечето предоставящи здравни услуги приемат СДВХ като истинско заболяване, поне при малкия брой хора с тежки симптоми. Сред предоставящите  здравни услуги дебатът се съсредоточава главно върху диагнозата и лечението при много по-голям брой хора с леки симптоми.
Естеството и обхватът на желаните крайни точки на лечението на СДВХ варира в зависимост от диагностичните стандарти за СДВХ. В повечето проучвания ефикасността на лечението се определя от намаляването на симптомите на СДВХ. Някои проучвания обаче включват субективни оценки от учители и родители като част от тяхната оценка на ефикасността на лечението на СДВХ. Обратно, субективните оценки на деца, подложени на лечение на СДВХ, рядко се включват в проучвания, оценяващи ефикасността на лечението на СДВХ.
Има забележими разлики в моделите на диагностика на рождени дни при деца в училищна възраст. Доказано е, че родените сравнително по-млади от възрастта за започване на училище в сравнение с другите в класната стая са диагностицирани със СДВХ. Момчетата, родени през декември, при които границата на училищната възраст е 31 декември, показват 30% по-голяма вероятност да бъдат диагностицирани и 41% да бъдат лекувани, отколкото други, родени през януари. Момичетата, родени през декември, имат процент диагноза от 70% и 77% лечение повече от тези, родени през следващия месец. Съобщава се, че децата, родени през последните 3 дни от календарната година, имат значително по-високи нива на диагностика и лечение на СДВХ, отколкото децата, родени през първите 3 дни от календарната година. Проучванията показват, че диагнозата СДВХ е склонна към субективен анализ.

## Изследователски насоки

### Възможни положителни характеристики
Възможните положителни характеристики на СДВХ са нов път за изследване и следователно са ограничени.
Преглед от 2020 г. установява, че креативността би могла да бъде свързана със симптомите на СДВХ, особено дивергентното мислене и количеството творчески постижения, но не и със самото разстройство на СДВХ, т.е. не е установено, че е повишен при хора, диагностицирани с разстройството, а само при хора със субклинични симптоми или такива, които притежават черти, свързани с разстройството. Дивергентното мислене е способността да се дават креативни решения, които се различават значително едно от друго и разглеждат проблема от множество гледни точки. Тези със симптоми на СДВХ могат да бъдат облагодетелствани в тази форма на творчество, тъй като те са склонни да имат дифузно внимание, което позволява бързо превключване между аспектите на разглежданата задача, гъвкава асоциативна памет, която им позволява да запомнят и използват по-отдалечени идеи, което е свързано с творчеството, и импулсивност, която кара хората със симптоми на СДВХ да обмислят идеи, които другите може да нямат. Въпреки това хората със СДВХ биха могли да изпитват затруднения с конвергентното мислене, което е когнитивен процес, чрез който набор от очевидно подходящи знания се използва в целенасочено усилие за достигане до едно възприемано най-добро решение на проблем.
Статия от 2020 г. предполага, че историческата документация подкрепя трудностите на Леонардо да Винчи с отлагането и управлението на времето като характеристика на СДВХ и че той е бил постоянно в движение, но често е прескачал от задача на задача.

### Възможни биомаркери за диагностика
Прегледите на биомаркерите за СДВХ отбелязват, че експресията на тромбоцитна моноаминооксидаза, нивата на норепинефрин в урината, MHPG и фенетиламин в урината постоянно се различават между индивидите със СДВХ и контролите без СДВХ. Тези измервания биха могли потенциално да служат като диагностични биомаркери за СДВХ, но са необходими повече изследвания, за да се установи тяхната диагностична полезност. Концентрациите на фенетиламин в урината и кръвната плазма са по-ниски при лица със СДВХ в сравнение с контролите и двете най-често предписвани лекарства за СДВХ – амфетамин и метилфенидат повишават биосинтезата на фенетиламин при индивиди със СДВХ, реагиращи на лечение. По-ниските концентрации на фенетиламин в урината също са свързани със симптоми на невнимание при лица със СДВХ.

## Обяснителни бележки
1. ↑  Дългосрочното припомняне се отнася до способността за извличане на предварително научена или преживяна информация от дългосрочната памет, след като е изминал продължителен период от време от първоначалното й кодиране.